# Nigéria na Copa do Mundo FIFA de 1998
| Nigéria 15º lugar (eliminada nas oitavas-de-final) | Nigéria 15º lugar (eliminada nas oitavas-de-final) |
| -------------------------------------------------- | -------------------------------------------------- |
| \| Oficial \| Alternativo \|                       |                                                    |
| Associação                                         | Associação de Futebol da Nigéria (NFA)             |
| Confederação                                       | CAF                                                |
| Participação                                       | 2ª                                                 |
| Melhor resultado                                   | 9º lugar (1994)                                    |
| Treinador                                          | Bora Milutinović                                   |
| Oficial                                            | Alternativo                                        |

A Seleção Nigeriana de Futebol participou pela segunda vez da Copa do Mundo FIFA (a segunda consecutiva) depois de se classificar em primeiro lugar no Grupo 1 da fase final das eliminatórias africanas, que teve ainda Burkina Faso, Guiné e Quênia. Com apenas um ponto de vantagem sobre a Guiné (13 contra 12), as Super Águias venceram 4 jogos, empataram um e perderam outro, marcando 10 gols e sofrendo 4. Daniel Amokachi foi o artilheiro nigeriano nas eliminatórias, com 4 gols.
Embalada com a conquista da medalha de ouro nas Jogos Olímpicos de 1996), a Associação de Futebol da Nigéria apostou na experiência de Bora Milutinović e tinha como meta o quarto lugar na Copa. Antes do sérvio, o neerlandês Jo Bonfrere (técnico da Nigéria nos Jogos Olímpicos) era um pedido do então presidente Sani Abacha, que viria a falecer 3 dias antes do início da campanha da seleção. Porém, a FIFA negou o pedido da Nigéria de respeitar um minuto de silêncio em homenagem a Abacha antes da partida contra a Espanha.

## Jogadores convocados
12 jogadores que integraram o elenco da Copa de 1994 foram convocados (Peter Rufai, Uche Okechukwu, Augustine Eguavoen, Benedict Iroha, Uche Okafor, Finidi George, Mutiu Adepoju, Jay-Jay Okocha, Sunday Oliseh, Amokachi, Rashid Yekini e Victor Ikpeba). Outros nomes conhecidos, entre eles Ike Shorunmu, Samson Siasia, Chidi Nwanu, Jonathan Akpoborie e Emmanuel Amunike, ficaram de fora. 7 atletas que conquistaram a medalha de ouro em 1996 foram convocados (Celestine Babayaro,  Taribo West, Wilson Oruma, Garba Lawal, Tijani Babangida e Nwankwo Kanu). Aos 19 anos, Babayaro era o jogador mais jovem do elenco, enquanto Rufai, aos 34 anos e 2 meses, era o mais velho.
| Número | Jogador            | Posição       | Clube               |
| ------ | ------------------ | ------------- | ------------------- |
| 1      | Peter Rufai        | Goleiro       | Deportivo           |
| 12     | William Okpara     | Goleiro       | Orlando Pirates     |
| 22     | Abiodun Baruwa     | Goleiro       | Sion                |
|        |                    |               |                     |
| 2      | Mobi Oparaku       | Defensor      | Kapellen            |
| 3      | Celestine Babayaro | Defensor      | Chelsea             |
| 5      | Uche Okechukwu     | Defensor      | Fenerbahçe          |
| 6      | Taribo West        | Defensor      | Internazionale      |
| 16     | Uche Okafor        | Defensor      | Kansas City Wizards |
| 17     | Augustine Eguavoen | Defensor      | Torpedo Moscou      |
| 19     | Benedict Iroha     | Defensor      | Elche               |
| 21     | Godwin Okpara      | Defensor      | Strasbourg          |
|        |                    |               |                     |
| 7      | Finidi George      | Meio-campista | Betis               |
| 8      | Mutiu Adepoju      | Meio-campista | Real Sociedad       |
| 10     | Jay-Jay Okocha     | Meio-campista | Fenerbahçe          |
| 11     | Garba Lawal        | Meio-campista | Roda JC             |
| 13     | Tijani Babangida   | Meio-campista | Ajax                |
| 15     | Sunday Oliseh      | Meio-campista | Ajax                |
| 18     | Wilson Oruma       | Meio-campista | Lens                |
|        |                    |               |                     |
| 4      | Nwankwo Kanu       | Atacante      | Internazionale      |
| 9      | Rashid Yekini      | Atacante      | Zürich              |
| 14     | Daniel Amokachi    | Atacante      | Beşiktaş            |
| 20     | Victor Ikpeba      | Atacante      | Monaco              |

## Desempenho na primeira fase

### Vitórias sobre Espanha e Bulgária e empate com o Paraguai
Sorteada no grupo D, com Bulgária, Espanha e Paraguai, a Nigéria estreou contra a Fúria, que pretendia vencer logo na estreia, o que não ocorria desde 1950. A Espanha começou pressionando com dois cabeceios de Raúl que levaram perigo ao gol de Rufai. Aos 21 minutos, o zagueiro Fernando Hierro abriu o placar em cobrança de falta.
A reação nigeriana veio 4 minutos depois, quando Mutiu Adepoju, após cobrança de escanteio de Garba Lawal, subiu mais que Kiko e deixou tudo igual. No começo do segundo tempo, Hierro cruzou para Raúl finalizar de voleio e devolver a vantagem à Espanha. Aos 73 minutos, Yekini (que havia entrado pouco antes) passou para Lawal, que driblou Iván Campo e cruzou. Andoni Zubizarreta falhou no lance e desviou para as próprias redes. Os nigerianos viraram a partida 5 minutos depois: aproveitando rebatida da zaga espanhola, Oliseh acertou um potente chute a 116 quilômetros por hora no canto de Zubizarreta, que chegou a tocar na bola, mas não evitou o gol. No final da partida, Babangida e Godwin Okpara entraram nos lugares de Ikpeba e Lawal, mas o placar não seria alterado novamente
Contra a Bulgária, Bora Milutinović repetiu a escalação do jogo anterior, enquanto a seleção do Leste Europeu tentava reagir na competição (havia empatado sem gols com o Paraguai). Aos 26 minutos, Ikpeba recebeu de Okocha, driblou Trifon Ivanov e tocou por baixo de Zdravko Zdravkov, garantindo a classificação às oitavas-de-final.
Já confirmada como líder do grupo, a seleção nigeriana mandou a campo um time misto contra o Paraguai, que disputava a segunda vaga nas oitavas com espanhóis e búlgaros. Os Guaranís abriram o placar logo no primeiro minuto, com o zagueiro Celso Ayala. Oruma empatou aos 10 minutos, após receber cruzamento de Babangida. No segundo tempo, com a entrada de Julio César Yegros na vaga de Denis Caniza e linha de marcação adiantada, o Paraguai retomou a vantagem aos 58 minutos, com Miguel Ángel Benítez, e aos 86, José Cardozo aproveitou uma jogada malsucedida de Rufai e tocou para as redes. Com este resultado, a Espanha (mesmo vencendo a Bulgária por 6 a 1) terminou eliminada na primeira fase.

## Eliminação para a Dinamarca
Repetindo a campanha de 1994, quando também chegou às oitavas-de-final (caiu para a Itália na prorrogação), as Super Águias teriam o desfalque de Amokachi, devido a uma lesão no joelho sofrida durante um treino para a partida contra a Espanha (ainda na primeira fase)  Recuperado de uma infecção, Kanu foi escalado como titular pela segunda vez na Copa e era a principal aposta de Bora Milutinović contra a Dinamarca.
Porém, foi a seleção nórdica quem abriu o placar aos 3 minutos, com uma finalização rasteira de Peter Møller. Brian Laudrup ampliou aos 12 minutos,  aproveitando rebote de Rufai. Na segunda etapa, Ebbe Sand, segundos após entrar em campo, deu um leve toque de cabeça sobre West antes de bater para o gol, sem chance para o goleiro nigeriano. Thomas Helveg faria o quarto gol dinamarquês aos 76 minutos, enquanto Babangida, um minuto depois, descontou - foi também seu primeiro gol com a camisa das Super Águias em 36 jogos.

## Pós-campanha
Após a campanha na Copa, Bora Milutinović anunciou que estava deixando o comando técnico da Nigéria, enquanto Rufai, Eguavoen, Iroha, Okafor, Uche Okechukwu e Yekini (além de Siasia, não-convocado para o torneio) anunciaram suas aposentadorias do futebol internacional. Os goleiros reservas William Okpara e Abiodun Baruwa não voltariam a ser lembrados para nenhuma outra convocação. Amokachi disputaria seu último jogo em fevereiro de 1999 e Godwin Okpara jogaria pela seleção até 2001. Em 2020, Taribo West declarou que o "excesso de noitadas" foi a causa da eliminação da equipe na Copa.
Além de West, outros 5 jogadores do elenco de 1998 disputariam a Copa de 2002: Babayaro, Adepoju, Lawal, Okocha e Kanu.